# José João Viegas da Silva

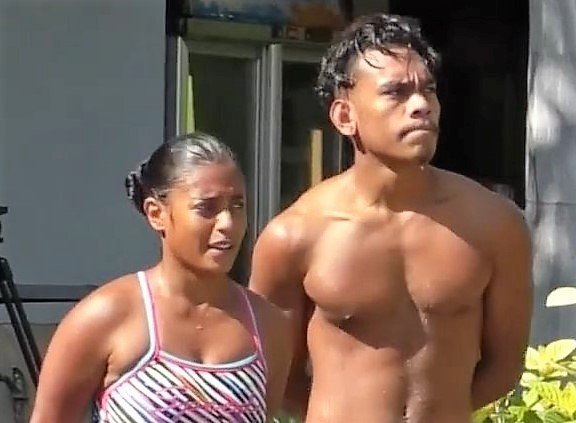
Imelda Felicita Ximenes Belo und José João Viegas da Silva (2021)

José João Viegas da Silva (* 24. August 2003) ist ein Schwimmer aus Osttimor. Er stammt aus der Gemeinde Ermera.
Bei den Schwimmweltmeisterschaften 2019 in Gwangju startete Belo im Freistil über 50 m. Mit einer Zeit von 29,51 Sekunden kam er auf Platz 126.
Am 25. Juni 2021 wurde bekannt gegeben, dass Silva bei den Olympischen Sommerspielen 2020 in Tokio für Osttimor antreten wird.